# Вухерериоз
Вухерериоз — гельминтоз из группы филяриатозов. Относится к группе забытых болезней.

## Этиология
Возбудитель — нематода, филярия Wuchereria bancrofti. Длина тела самки 10 см, самца 4 см при толщине 0,2-0,3 мм. Самки отрождают личинок второй стадии внутри линочной шкурки — экзувия. В дневные часы личинки находятся в кровеносных сосудах внутренних органов, в ночные часы мигрируют в периферические сосуды кожи. При кровососании комаров-переносчиков из родов Culex, Aedes и Anopheles личинки попадают в кишечник комара. В организме комара личинки проделывают часть цикла развития, а затем во время кровососания заражают очередного окончательного хозяина.

## Эпидемиология и распространение
Источниками болезни являются зараженные люди, а также представители семейства комариные- Anopheles, Culex, Aedes. Взрослые черви живут в организме человека до 17 лет, личинки в кровяном русле — до 70 дней. По имеющимся оценкам, вухерериозом заражены 120 миллионов человек.
Вухерериоз встречается во многих странах Африки, Азии, Южной Америки, на островах Тихого и Индийского океанов.

## Клиническая картина
Бессимптомный инкубационный период длится 3-18 месяцев. Позднее развиваются аллергические реакции, отеки, инфильтраты. За следующие 2-7 лет болезни развиваются воспаления лимфатических сосудов, сопровождающиеся наиболее характерным симптомом болезни — слоновостью. Из-за нарушения оттока лимфы патологически увеличиваются размеры отдельных органов, наиболее часто — нижних конечностей, половых органов и груди. Параллельно могут развиться трофические язвы и атрофия мышц пораженных органов.

## Диагностика
Наиболее надежный способ диагностики — обнаружение микрофилярий в мазках крови, окрашенных по методу Романовского-Гимзе. Разработаны также тесты с использованием ПЦР и иммунологические тесты.

## Лечение и профилактика
Для лечения (уничтожения половозрелых стадий) рекомендован албендазол (albendazole), антигельминтный препарат широкого спектра, в сочетании с ивермектином. Эффективно также сочетание албендазола с диэтилкарбамазином.
С 2003 г. для лечения вухерериоза используется также антибиотик Доксициклин, который убивает бактерий рода Wolbachia — симбионтов филярий, что приводит к их гибели или снижению патогенности.
Профилактика сводится к оздоровлению населения (обследование и дегельминтизация) и борьбе с переносчиками.

## См.также
- Нематодозы
- Лоаоз
- Филяриатозы